# Échallon
Échallon ist eine französische Gemeinde mit 774 Einwohnern (Stand 1. Januar 2022) im Département Ain in der Region Auvergne-Rhône-Alpes. Sie gehört zum Kanton Nantua im Arrondissement Nantua.

## Geographie
Échallon liegt auf 750 m, etwa acht Kilometer südöstlich der Stadt Oyonnax und 39 Kilometer östlich der Präfektur Bourg-en-Bresse (Luftlinie). Das ehemalige Bauerndorf erstreckt sich im Haut-Bugey, im Jura, auf einem gegen Süden abfallenden Höhenrücken westlich des Tals der Semine, am Rand des Hochplateaus von Échallon. Im Norden grenzt das Gemeindegebiet an das Département Jura.
Die Fläche des 28,09 km² großen Gemeindegebiets umfasst einen Abschnitt des südlichen französischen Juras. Der zentrale Teil wird von der Hochfläche von Échallon eingenommen, die eine Breite von zwei Kilometer und eine Länge von fünf Kilometer aufweist und leicht gegen Süden geneigt ist. Ein Großteil der Hochfläche wird als Weideland genutzt, im Norden befinden sich die Wälder Bois de la Montagne Brûlée und Forêt de Belleydoux. Nach Westen leitet ein sanft ansteigender Hang zum bewaldeten Höhenrücken der Forêt d’Échallon über, auf der mit 1082 m die höchste Erhebung von Échallon erreicht wird. Im äußersten Westen reicht das Gemeindeareal bis in die Senke des Lac Genin mit seinem umliegenden Moorgebiet. Die östliche Abgrenzung des Hochplateaus bildet das tief eingeschnittene Tal der Semine (rechter Zufluss der Valserine). Auch der östlich angrenzende Talhang unterhalb von Giron ist Teil der Gemeinde.
Die Streusiedlung Échallon besteht aus verschiedenen Siedlungskernen, Weilern und Hofgruppen, darunter:
- Prapont (520 m) an der Semine
- Le Sermet (540 m) im Tal der Semine
- Caquet (720 m) auf dem Vorsprung am Rand des Plateaus von Échallon
- Miribel (750 m) auf dem Vorsprung am Rand des Plateaus von Échallon
- La Pallud (740 m) über einem Seitentälchen der Semine
- Le Crêt (825 m) auf dem Plateau von Échallon
- Sous la Flua (815 m) auf dem Plateau von Échallon
- La Côte Druet (700 m) am westlichen Talhang der Semine
- Le Favillon (825 m) auf dem Plateau von Échallon
- Le Crétet (850 m) auf dem Plateau von Échallon

Nachbargemeinden von Échallon sind Arbent und Belleydoux im Norden, Giron im Osten, Saint-Germain-de-Joux und Plagne im Süden sowie Charix und Oyonnax im Westen.

## Geschichte
Bereits im 9. Jahrhundert erschien Échallon erstmals in den Urkunden. Im Lauf der Zeit wandelte sich die Schreibweise über Escalone (1158), Eschalone (1299) und Eschalon zum heutigen Échallon. Der Ortsname leitet sich vom altfranzösischen Wort escalon (Leiter, stufenförmiger Aufgang) ab – das Gemeindewappen zeigt dementsprechend eine Leiter. Im 13. Jahrhundert wurde der Ort auf Veranlassung der Herren von Thoire-Villars geplündert und verwüstet. Seit dem Mittelalter unterstand Échallon der Oberhoheit der Grafen von Savoyen. Mit dem Vertrag von Lyon gelangte der Ort im Jahr 1601 an Frankreich.

## Bevölkerung
| Jahr                       | 1962 | 1968 | 1975 | 1982 | 1990 | 1999 | 2011 | 2020 |
| Einwohner                  | 427  | 410  | 423  | 462  | 550  | 663  | 770  | 765  |
| Quellen: Cassini und INSEE |      |      |      |      |      |      |      |      |

Mit 774 Einwohnern (Stand 1. Januar 2022) gehört Échallon zu den kleinen Gemeinden des Départements Ain. Nachdem die Einwohnerzahl in der ersten Hälfte des 20. Jahrhunderts abgenommen hatte (1886 wurden noch 1057 Personen gezählt), wurde seit Beginn der 1970er Jahre wieder eine Bevölkerungszunahme verzeichnet. Die Ortsbewohner von Échallon heißen auf Französisch Echallonnais(es).

## Sehenswürdigkeiten
Die Kirche Saint-Maurice wurde 1865 von Pierre Bossan im Stil des Klassizismus erbaut. Zu den Natursehenswürdigkeiten zählen der Lac Genin und seine Umgebung, die ein beliebtes Erholungsziel darstellen.

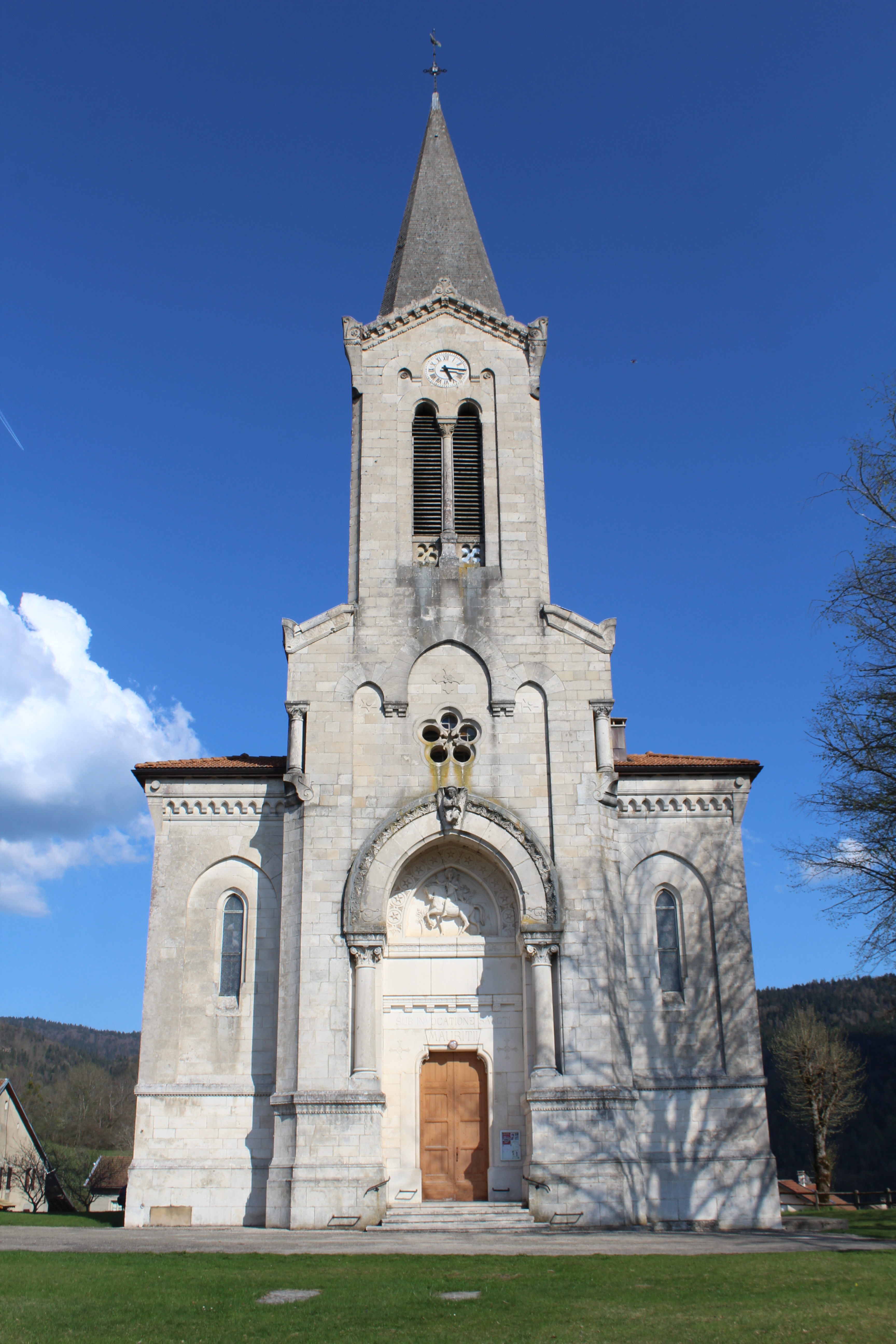
Kirche Saint-Maurice
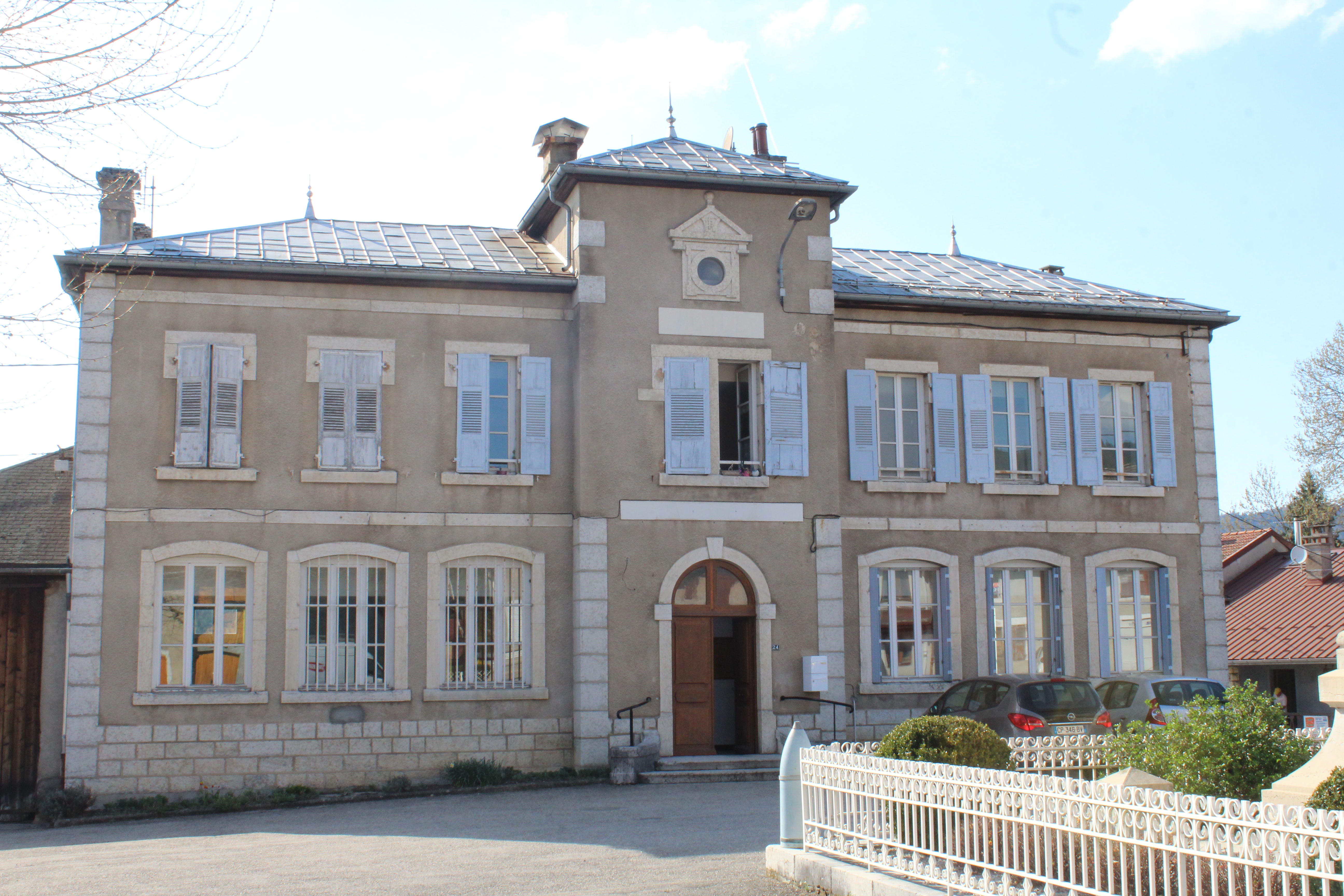
Ehemalige Mädchenschule
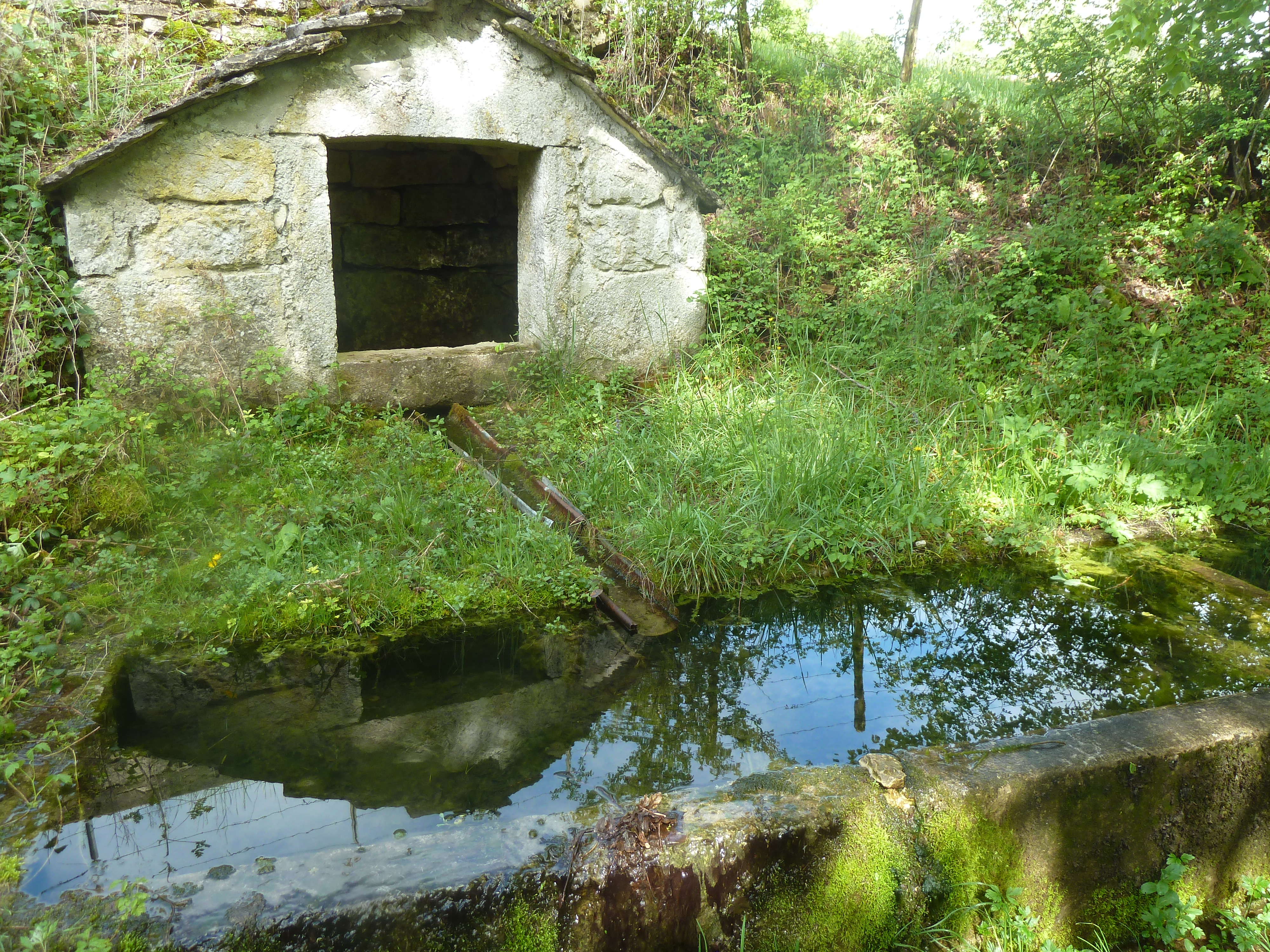
Abreuvoir, ehemaliger Brunnen mit Viehtränke
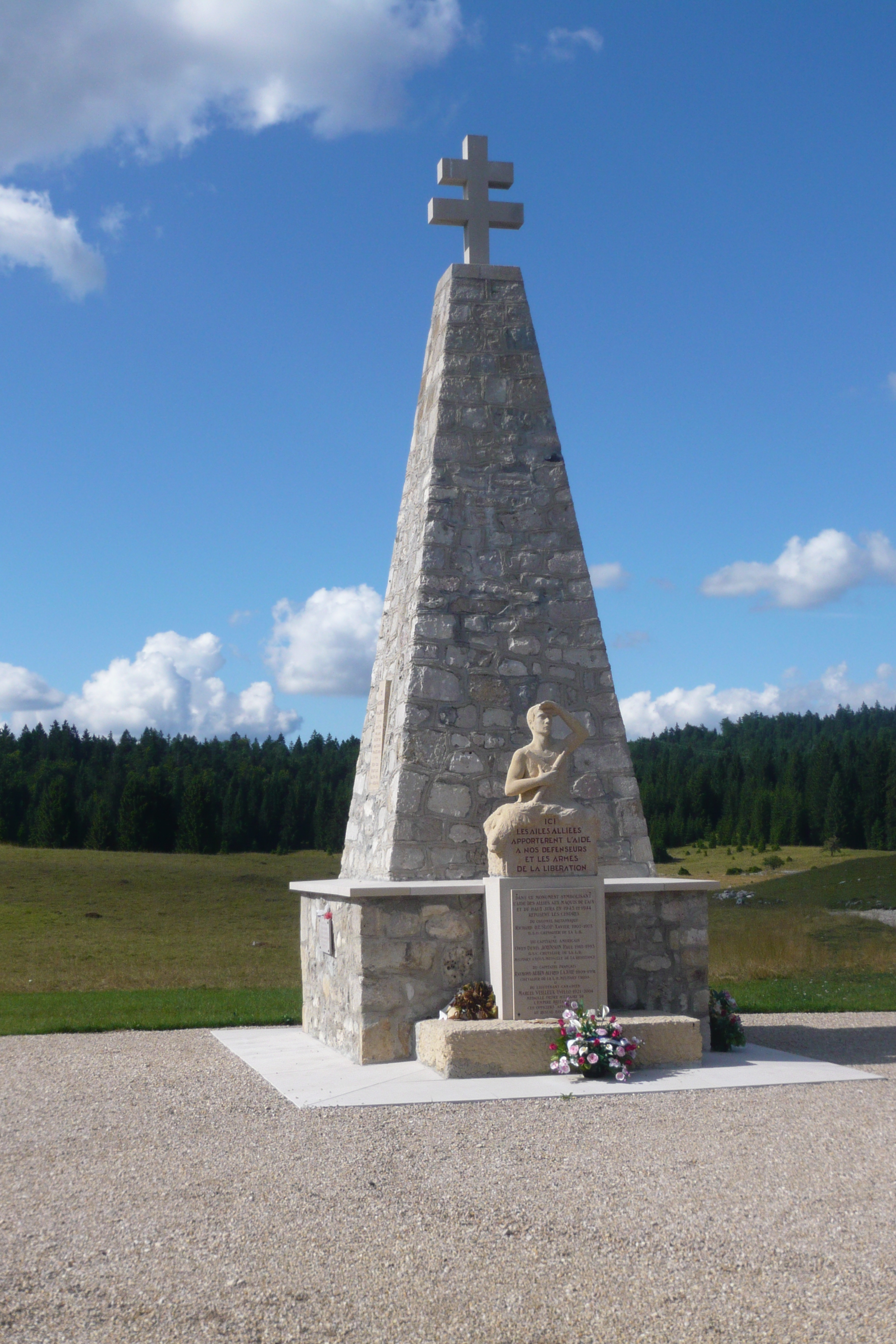
Gedenkstätte für die Maquis in Échallon
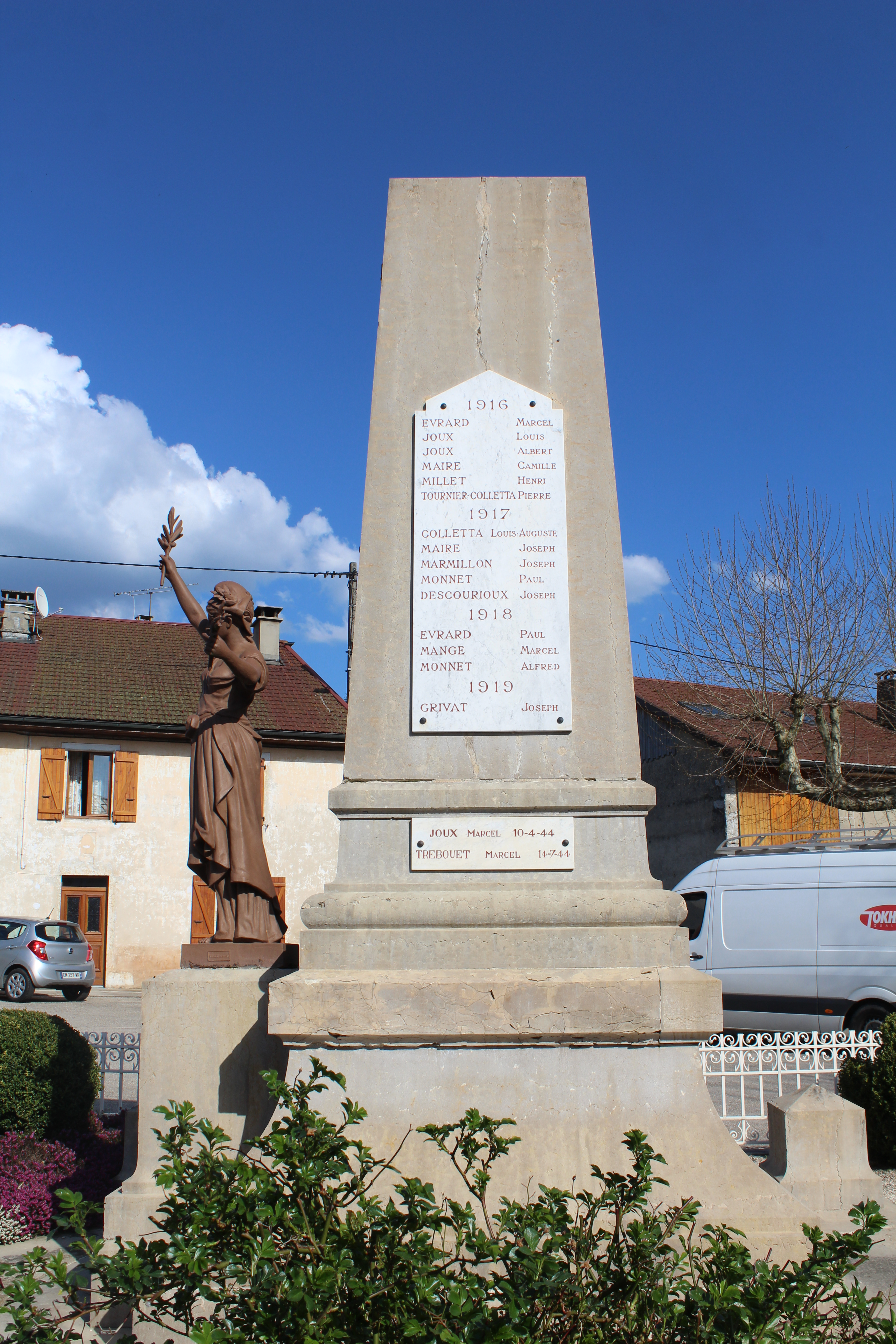
Gefallenendenkmal

## Wirtschaft und Infrastruktur
Échallon war bis weit ins 20. Jahrhundert hinein ein vorwiegend durch die Landwirtschaft, insbesondere Viehzucht und Milchwirtschaft, sowie durch die Forstwirtschaft geprägtes Dorf. Die Wasserkraft der Semine wurde durch verschiedene Mühlen genutzt. Daneben gibt es heute einige Betriebe des lokalen Kleingewerbes. Mittlerweile hat sich das Dorf auch zu einer Wohngemeinde entwickelt. Viele Erwerbstätige sind Wegpendler, die in den größeren Ortschaften der Umgebung ihrer Arbeit nachgehen.
Die Ortschaft liegt abseits der größeren Durchgangsstraßen an einer Departementsstraße, die von Oyonnax nach Saint-Germain-de-Joux führt. Weitere Straßenverbindungen bestehen mit Saint-Claude, Apremont und Plagne. Der nächste Anschluss an die Autobahn A40 befindet sich in einer Entfernung von rund 15 Kilometern.
In Échallon befindet sich eine staatliche école primaire (Grundschule mit eingegliederter Vorschule).